# غز خنغ (باغ صفا)
غز خنغ (بالفارسية: گزخنگ) هي قرية تقع في إيران في قسم باغ صفا الريفي. يقدر عدد سكانها بـ 238 نسمة بحسب إحصاء 2016.